# Polystichum dracomontanum
Polystichum dracomontanum är en träjonväxtart som beskrevs av Schelpe och N.C.Anthony. Polystichum dracomontanum ingår i släktet Polystichum och familjen Dryopteridaceae. Inga underarter finns listade.